# Успение Богородично (Гявато, Богданско)
Вижте пояснителната страница за други значения на Успение Богородично.
„Успение на Пресвета Богородица“ (на македонска литературна норма: „Успение Богородично“) е възрожденска православна църква в село Гявато, югоизточната част на Северна Македония. Част е от Повардарската епархия на Македонската православна църква. Храмът е гробищна църква, разположена в северната част на селото. Изградена е в 1834 година и обновена в 1896 година от майстор Андон Китанов. Опожарена е по време на войните, но стените са запазени и по-късно е обновена. Църквата е трикорабна, с по-висок централен кораб и дървени тавани в трите кораба. Дълга е 11 m и има двускатен покрив, подпрян на два реда дървени колони. Църквата не е изписана след обновяването, но има нов иконостас с нови и стари икони от XIX век.
По време на Първата световна война в двора на църквата са погребани поручик Димитър Иванов Марков, поручик Калин Христов Дончев и поручик Юрдан Николов Манов, загинали през май и април 1917 година в селото.